# Инчаусти, Леон
Лео́н Инча́усти (исп. Leon Inchausti, OAR; 27 июня 1859, Ахангис, Страна Басков — 25 июля 1936, Мотриль, Андалусия) — блаженный Римско-католической церкви, священник, монах из католического монашеского ордена августинцев, мученик. Один из восьми мотрильских мучеников.

## Биография
В 1878 году вступил в монашеский орден августинцев. 1 июня 1884 года был послан на миссию в Манилу, Филиппины, где 22 декабря 1884 года был рукоположён в священника. После антииспанского восстания на Филиппинах в 1898 году вернулся в Испанию. С 1903 по 1921 год находился на миссии в Бразилии. После возвращения в Испанию работал в различных католических приходах в Гранаде, Бильбао, с 1928 года служил в городе Мотриль.
Начало Гражданской войны в Испании застал в приходе города Мотриль. 25 июля 1936 года был насильно изгнан из монастыря и расстрелян на улице республиканской милицией вместе с другими семью мотрильскими мучениками.

## Прославление
7 марта 1999 года был причислен к лику блаженных вместе с другими мотрильскими мучениками римским папой Иоанном Павлом II.
День памяти в Католической церкви — 5 мая.